# 파멸 (1970년 영화)
《파멸》(La Rupture, The Break Up)은 벨기에에서 제작된 클로드 샤브롤 감독의 1970년 드라마, 스릴러 영화이다. 스테판 오드랑 등이 주연으로 출연하였다.

## 출연

### 주연
- 스테판 오드랑
- 장 피에르 카셀
- 미셀 부케
- 애니 코디
- 장-클로드 드루오

### 조연
- 장 카르메
- 루이즈 슈발리에
- 피에르 구알디
- 해리 쿠멜
- 다니엘 르코토이스
- 마르고 라이온
- 마리아 미치
- 안토니오 파살리아
- 도미니크 자르디
- 안젤로 인판티
- 마리오 데이빗
- 미첼 듀차우소이
- 카트린 루벨

## 기타
- 원작자: 샬롯 암스트롱